# Кисегачинский
Кисега́чинский — посёлок в Сосновском районе Челябинской области. Входит в состав Мирненского сельского поселения.

## География
Расположен на южном берегу озера Малый Кисегач. Расстояние до районного центра, Долгодеревенского, 18 км.

## Население
| 2002 | 2010 |
| ---- | ---- |
| 239  | ↘98  |

По данным Всероссийской переписи, в 2010 году численность населения посёлка составляла 98 человек (46 мужчин и 52 женщины).

## Улицы
Уличная сеть посёлка состоит из 4 улиц и 2 переулков.